# Люпчо Копровски
Люпчо Илиев Копровски (на македонска литературна норма: Љупчо Илиев Копровски) е педагог, университетски професор и политик от Северна Македония.

## Биография
Роден е на 17 май 1929 година в град Охрид. Завършва основно образование и гимназия в родния си град. През 1953 година завършва педагогика във Философския факултет на Скопския университет. Между 1954 и 1959 работи в Учителската школа „Никола Карев“. От 1959 до 1989 година работи във Философския факултет на университета. През 1977 година става редовен професор. В периода 1972-1978 година е републикански секретар с ранг на министър за образование и наука. Между 1981 и 1985 година е декан на Философския факултет. Работи и като главен редактор на сп. „Просветно дело“ и е председател на Съюза на педагогическите дружества на Македония..